# Anssi Jaakkola
Anssi Jaakkola (Kemi, 13 marzo 1987) è un ex calciatore finlandese, di ruolo portiere.

## Carriera

### Club
Cresciuto nelle file del TP-47 dove esordisce nella massima serie finlandese, dove conta tre presenze. Con la retrocessione nella serie inferiore disputa 14 partite da titolare. Inizia la sua avventura italiana sostenendo uno stage a partire dal novembre 2006 (cioè dopo la fine del campionato finlandese) con il Siena. Rimasta favorevolmente impressionata dal giocatore, la dirigenza toscana lo ingaggia nella sessione invernale di calciomercato come terzo portiere alle spalle di Alexander Manninger e Francesco Benussi, appena arrivato pure lui nella compagine bianconera in uno scambio di prestiti con il Lecce che ha interessato anche Nicola Pavarini.
Data l'inesperienza del giocatore e la copertura nel ruolo garantita dagli altri due compagni di squadra, viene aggregato alla formazione Primavera per il resto della stagione. Per la stagione 2007-2008 viene confermato come terzo portiere dietro al solito Manninger e al neo-arrivato Dimitrios Eleftheropoulos. Solo nel finale di stagione si può annoverare l'esordio in Serie A il 18 maggio 2008 nel match Siena-Palermo (2-2), subentrando al 70' proprio al portiere greco.
Il 2 febbraio 2009 passa in prestito alla Colligiana squadra militante in Seconda divisione. Nella stagione successiva torna al Siena come terzo portiere.

### Nazionale
Si impone all'attenzione internazionale grazie alle prestazioni con la Nazionale Under-21 finlandese. Conta 11 presenze tra Under 21 e Under 23 finlandese.
Il 7 giugno 2011 esordisce in nazionale, giocando titolare nella gara contro la Svezia valida per le Qualificazioni al campionato europeo di calcio 2012.

## Statistiche

### Cronologia presenze e reti in nazionale
| Cronologia completa delle presenze e delle reti in nazionale ― Finlandia | Cronologia completa delle presenze e delle reti in nazionale ― Finlandia | Cronologia completa delle presenze e delle reti in nazionale ― Finlandia | Cronologia completa delle presenze e delle reti in nazionale ― Finlandia | Cronologia completa delle presenze e delle reti in nazionale ― Finlandia | Cronologia completa delle presenze e delle reti in nazionale ― Finlandia | Cronologia completa delle presenze e delle reti in nazionale ― Finlandia | Cronologia completa delle presenze e delle reti in nazionale ― Finlandia |
| Data                                                                     | Città                                                                    | In casa                                                                  | Risultato                                                                | Ospiti                                                                   | Competizione                                                             | Reti                                                                     | Note                                                                     |
| ------------------------------------------------------------------------ | ------------------------------------------------------------------------ | ------------------------------------------------------------------------ | ------------------------------------------------------------------------ | ------------------------------------------------------------------------ | ------------------------------------------------------------------------ | ------------------------------------------------------------------------ | ------------------------------------------------------------------------ |
| 7-6-2011                                                                 | Solna                                                                    | Svezia                                                                   | 5 – 0                                                                    | Finlandia                                                                | Qual. Euro 2012                                                          | -5                                                                       |                                                                          |
| 7-6-2017                                                                 | Turku                                                                    | Finlandia                                                                | 1 – 1                                                                    | Liechtenstein                                                            | Amichevole                                                               | -1                                                                       |                                                                          |
| 26-3-2018                                                                | Belek                                                                    | Finlandia                                                                | 5 – 0                                                                    | Malta                                                                    | Amichevole                                                               | -                                                                        | 46’                                                                      |
| Totale                                                                   |                                                                          | Presenze                                                                 | 3                                                                        |                                                                          | Reti                                                                     | -6                                                                       |                                                                          |

## Palmarès

### Club

#### Competizioni nazionali
- Coppa di Lega scozzese: 1

Kilmarnock: 2011-2012